# Jorik van Egdom
Jorik van Egdom (Veenendaal, 16 de mayo de 1995) es un deportista neerlandés que compite en triatlón.
Ganó una medalla de bronce en el Campeonato Mundial de Triatlón por Relevos Mixtos de 2017 y una medalla de bronce en el Campeonato Europeo de Triatlón de 2019. Además, obtuvo una medalla de bronce en el Campeonato Mundial de Duatlón de 2016 y una medalla de oro en el Campeonato Europeo de Duatlón de 2016.
Participó en los Juegos Olímpicos de Tokio 2020, ocupando el cuarto lugar en la prueba de relevo mixto.

## Palmarés internacional
| Campeonato Mundial por Relevos Mixtos | Campeonato Mundial por Relevos Mixtos | Campeonato Mundial por Relevos Mixtos | Campeonato Mundial por Relevos Mixtos |
| Año                                   | Lugar                                 | Medalla                               | Prueba                                |
| ------------------------------------- | ------------------------------------- | ------------------------------------- | ------------------------------------- |
| 2017                                  | Hamburgo (Alemania)                   | Medalla de bronce                     | Relevo mixto                          |
| Campeonato Europeo                    |                                       |                                       |                                       |
| Año                                   | Lugar                                 | Medalla                               | Prueba                                |
| 2019                                  | Weert (Países Bajos)                  | Medalla de bronce                     | Relevo mixto                          |

| Campeonato Mundial | Campeonato Mundial | Campeonato Mundial | Campeonato Mundial |
| Año                | Lugar              | Medalla            | Prueba             |
| ------------------ | ------------------ | ------------------ | ------------------ |
| 2016               | Avilés (España)    | Medalla de bronce  | Individual         |
| Campeonato Europeo |                    |                    |                    |
| Año                | Lugar              | Medalla            | Prueba             |
| 2016               | Kalkar (Alemania)  | Medalla de oro     | Individual         |